# Zanthoxylum hawaiiense
Zanthoxylum hawaiiense es una especie de arbusto perteneciente a la familia de las rutáceas. Es nativa de las Islas Hawái. Se puede encontrar en elevaciones de 550-1,740 m  en los bosques secos, donde crece en suelos de lava y bosques mixtos  en la isla de Kauai, Molokai, Lanai, Maui y Hawái. Está amenazada por la pérdida de hábitat. 

## Taxonomía
Zanthoxylum hawaiiense fue descrita por William Hillebrand y publicado en Fl. Hawaiian Isl. 76, en el año 1888.